# Asmara
Asmara  o Asmera (/asˈmaɾa/ [azˈma.ɾa] en tigriña: ኣስመራ Asmerà ʾAsmära, en amárico: አስመራ Äsmära, en árabe: أسمرا‎, romanizado: Asmarā) es la capital y la ciudad más poblada de Eritrea. Localizada en la parte septentrional del Altiplano eritreo. Concentra una buena parte de la industria de textiles, carne procesada, cerveza, calzado y cerámica del país. Antiguamente era una pequeña aldea, que en 1898 los colonizadores italianos la convirtieron en ciudad capital de su colonia Eritrea: tenía 1 500 habitantes en 1900 y 105 000 en 1940, ya para el 2020 la ciudad tiene más de un millón de habitantes (considerando el área metropolitana).

## Etimología
Según la tradición oral recogida por los italianos, el nombre se debe a cuatro clanes, a saber: Gheza Gurtom, Gheza Shelele, Gheza Serenser y Gheza Asmae que habitaban el actual territorio de la ciudad en la meseta de Kebessa. En el siglo XVI, ante los ataques de las tribus del Tigré, las mujeres de cada clan decidieron unirlos y repartir la tierra entre los mismos; por esta razón llamaron al asentamiento común:  Arbate Asmerà (ኣርባዕተ ኣስመራ), que en tigriña significa "Ellas cuatro los unieron". Finalmente, el numeral, arbate (compárese con el hebreo arvá, אַרְבַּע) fue dejado de lado, por lo cual el nombre quedó en Asmerà que quiere decir: «Ellas los unieron».

## Historia

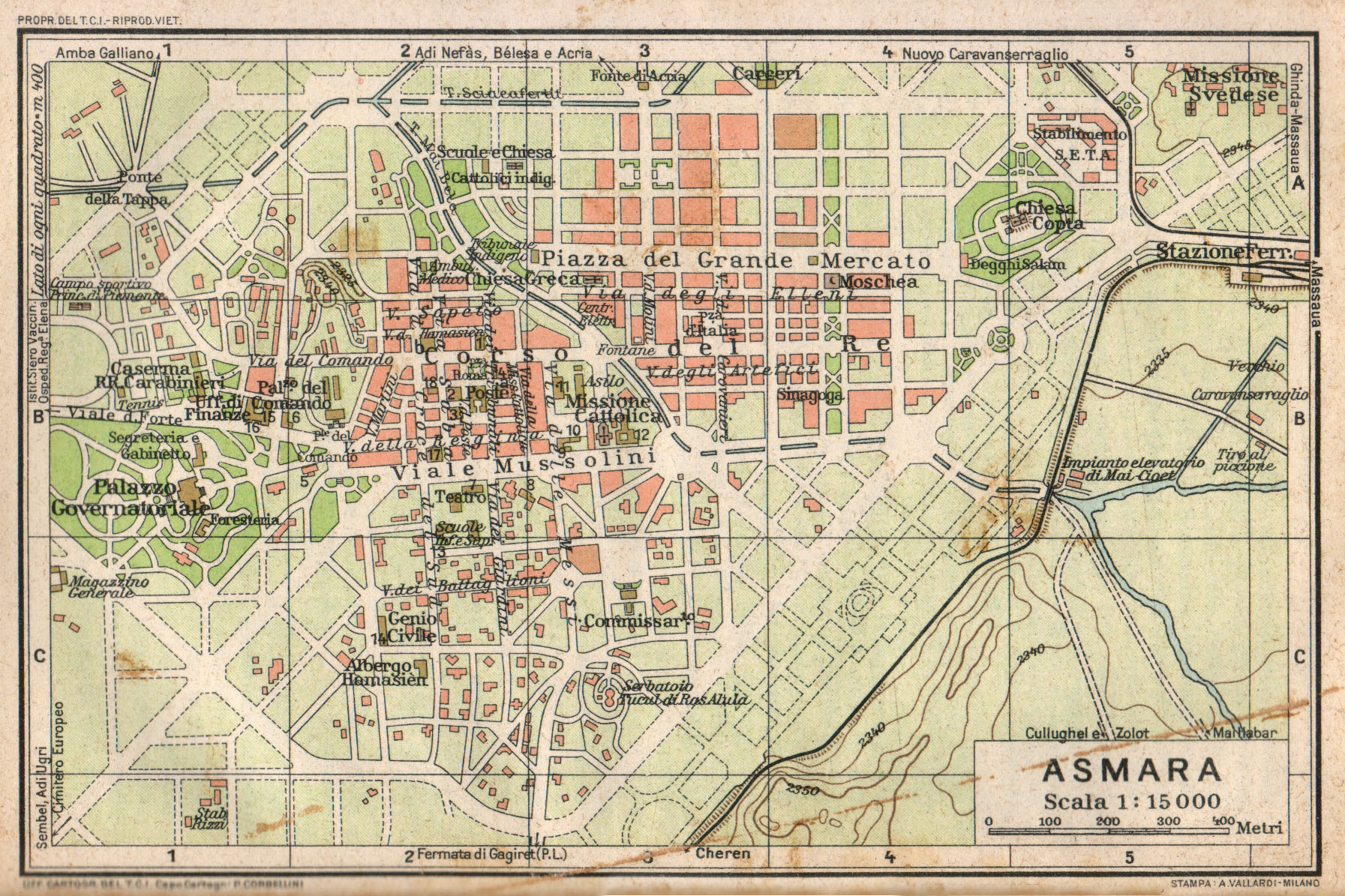
Mapa Asmara 1929

Asmara se formó en el siglo XII a partir de cuatro aldeas como puesto comercial y posteriormente como capital del príncipe Ras Alula. Fue colonizada por Italia en 1889, convirtiéndose en capital nacional en 1897. A finales de la década de 1930, los italianos cambiaron la imagen de la ciudad con nuevas estructuras y nuevos edificios; fue llamada entonces Piccola Roma (Pequeña Roma). Actualmente la mayor parte de los edificios son de origen italiano y algunos lugares poseen nombres en dicho idioma.
Durante la guerra por la independencia contra Etiopía, el aeropuerto de la ciudad se convirtió en la clave del conflicto y fue usado por los eritreos para obtener armas y suministros desde el exterior. Fue la última ciudad en caer en manos del Frente Popular de Liberación de Eritrea (FPLE) en la guerra de independencia en 1990, y las tropas del Ejército etíope se rindieron sin luchar el 24 de mayo de 1991.

## Demografía
| Gráfica de evolución de Asmara entre 1900 y 2020 |
|                                                  |

La población de Asmara es de alrededor de 564 000 habitantes, lo que la convierte en la ciudad más grande de Eritrea. Aunque todos los grupos étnicos del país están representados en la capital, los grupos más numerosos son los tigray (77 %) y tigre (15 %). El idioma más hablado en la ciudad es el tigriña. El árabe, el italiano y el inglés también son hablados por gran parte de la población.
Según el censo nacional del gobierno de Eritrea en 2003 el 99.67 % de las viviendas de Asmara tenían acceso a agua potable, 96.9 % inodoros, 2.1 % letrinas y el 1 % no tenía servicios sanitarios. La tasa de alfabetización es de 95.2 % entre los hombres y 89,95 % entre las mujeres, la más alta de la nación para ambos sexos. En 2006 contaba cerca de 578 000 habitantes (1 062 676 en su área metropolitana).

### Religión

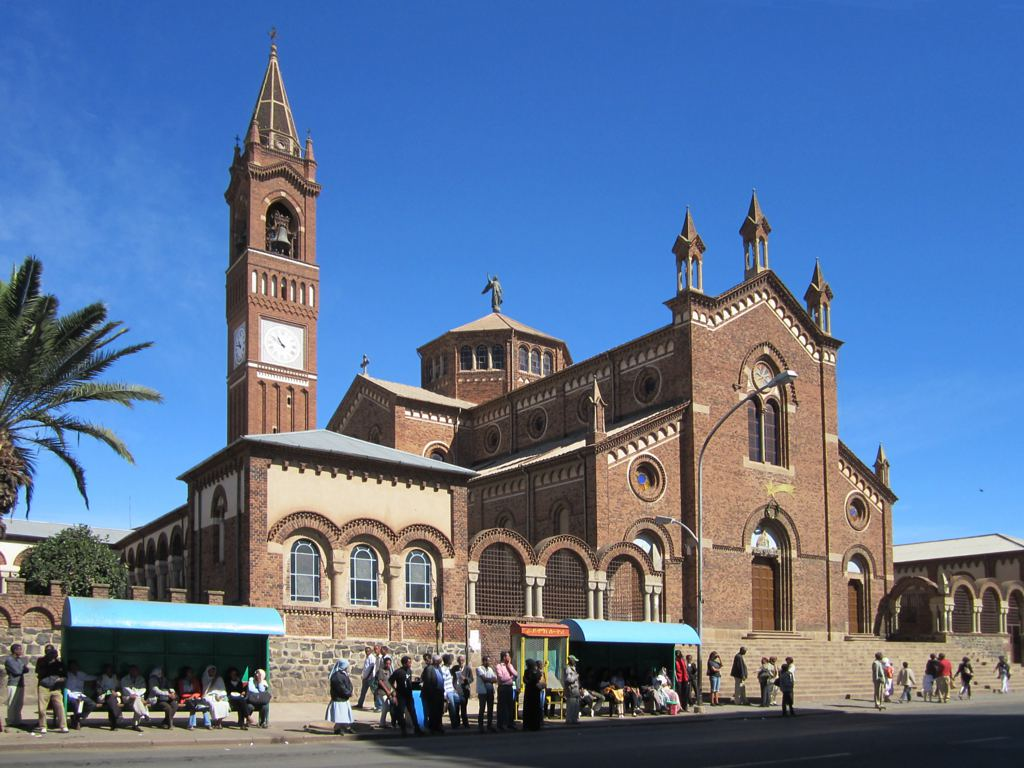
Iglesia de la Virgen del Rosario (Asmara)

Asmara es muy diversa en lo que respecta a religión. La religión con más creyentes en Asmara es la Iglesia ortodoxa eritrea (60 %), el islam sunita (25 %) y el catolicismo (15 %). Tres grandes hitos de la ciudad son la Catedral de San José de Asmara de la fe católica, la Catedral copta Enda Mariam de la Iglesia ortodoxa eritrea y la mezquita Al Khulafa Al Rashiudin de la fe islámica. Cristianos y musulmanes han vivido juntos en paz en Asmara durante siglos.

### Ítaloeritreos

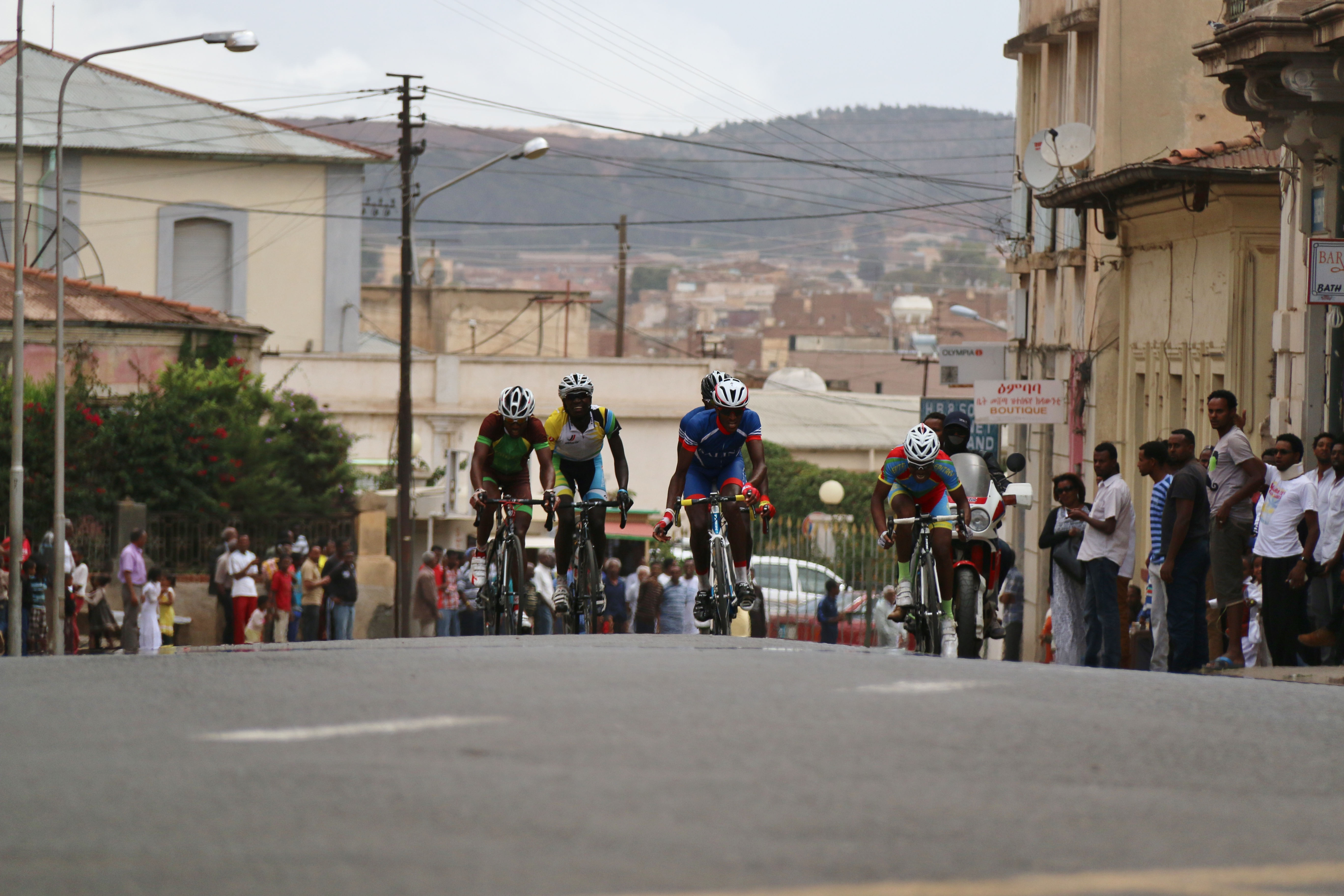
Tour de Asmara Cycling race, Asmara Eritrea

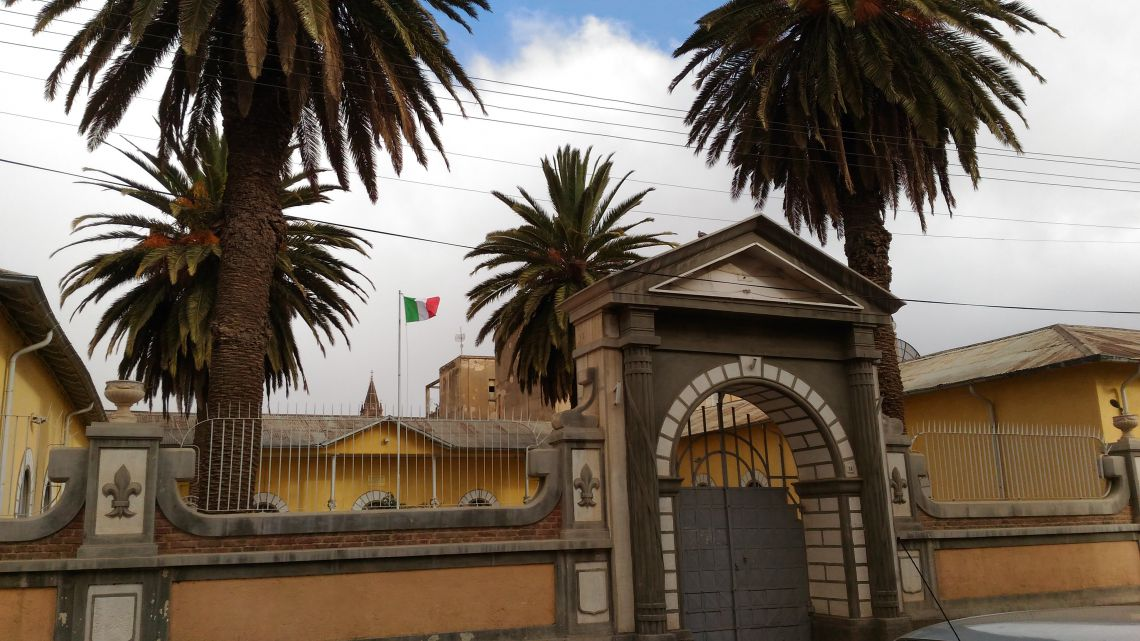
Restaurante Casa degli italiani Asmara, Eritrea

La ciudad cuenta con una importante población de italianos eritreos. Estos son eritreos descendientes de colonos italianos, así como residentes italianos a largo plazo en la ciudad. Los nacidos de uniones de raza mixta son llamados hanfets. Su ascendencia se remonta al comienzo de la colonización italiana de Eritrea a finales del siglo XIX, pero solo después de la segunda guerra italo-abisinia de 1935 se establecieron en gran número. En el censo de 1939 había más de 75 000 (más del 10 % de la población), la mayoría de ellos (53 000) vivían en Asmara. Muchos colonos salieron de la colonia después de su conquista por los aliados en noviembre de 1941 y se redujeron a solo 38 000 en 1946. Aunque muchos de los restantes se quedaron durante el proceso de descolonización después de la Segunda Guerra Mundial. Hoy en día hay unos 900 italianos eritreos restantes en la región de Asmara. Sin embargo, se estima que hay 100 000 descendientes de italianos en la población de 600 000 de la ciudad de Asmara.
| 1910                                                          | 1000   | 390 000   | 24 000  |
| 1935                                                          | 3100   | 610 000   | 47 000  |
| 1939                                                          | 76 000 | 740 000   | 103 000 |
| 1946                                                          | 38 000 | 870 000   | 88 000  |
| 2008                                                          | 900    | 4 500 000 | 610 000 |
| La población de italianos eritreos en Eritrea, de 1910 a 2008 |        |           |         |

## Clima
Asmara cuenta con una versión local del clima estepario, con veranos cálidos, pero no excesivamente calientes, e inviernos suaves. Debido a su altitud de 2325 m, las temperaturas son relativamente suaves en una ciudad no muy alejada del desierto. Asmara tiene un promedio de casi 372 milímetros de precipitación anual. Las nevadas son muy raras en la ciudad. Julio y agosto forman la corta temporada de lluvias. De hecho, en promedio, alrededor del 60 % de las precipitaciones anuales de Asmara se concentran en estos dos meses. Por el contrario, enero y febrero suelen ser los meses más secos, con un promedio de solo 0.5 milímetros de precipitación para el conjunto de los dos meses.
| Parámetros climáticos promedio de Asmara | Parámetros climáticos promedio de Asmara | Parámetros climáticos promedio de Asmara | Parámetros climáticos promedio de Asmara | Parámetros climáticos promedio de Asmara | Parámetros climáticos promedio de Asmara | Parámetros climáticos promedio de Asmara | Parámetros climáticos promedio de Asmara | Parámetros climáticos promedio de Asmara | Parámetros climáticos promedio de Asmara | Parámetros climáticos promedio de Asmara | Parámetros climáticos promedio de Asmara | Parámetros climáticos promedio de Asmara | Parámetros climáticos promedio de Asmara |
| Mes                                      | Ene.                                     | Feb.                                     | Mar.                                     | Abr.                                     | May.                                     | Jun.                                     | Jul.                                     | Ago.                                     | Sep.                                     | Oct.                                     | Nov.                                     | Dic.                                     | Anual                                    |
| ---------------------------------------- | ---------------------------------------- | ---------------------------------------- | ---------------------------------------- | ---------------------------------------- | ---------------------------------------- | ---------------------------------------- | ---------------------------------------- | ---------------------------------------- | ---------------------------------------- | ---------------------------------------- | ---------------------------------------- | ---------------------------------------- | ---------------------------------------- |
| Temp. máx. abs. (°C)                     | 29.0                                     | 29.2                                     | 30.5                                     | 31.0                                     | 30.0                                     | 29.4                                     | 29.4                                     | 27.4                                     | 27.2                                     | 31.0                                     | 26.7                                     | 26.2                                     | 31.0                                     |
| Temp. máx. media (°C)                    | 22.3                                     | 23.8                                     | 25.1                                     | 25.1                                     | 25.0                                     | 24.9                                     | 21.6                                     | 21.5                                     | 22.9                                     | 21.7                                     | 21.5                                     | 21.5                                     | 23.1                                     |
| Temp. media (°C)                         | 13.8                                     | 14.9                                     | 16.3                                     | 17.0                                     | 17.6                                     | 17.6                                     | 16.3                                     | 16.1                                     | 15.7                                     | 14.9                                     | 14.0                                     | 13.2                                     | 15.6                                     |
| Temp. mín. media (°C)                    | 4.3                                      | 5.1                                      | 7.5                                      | 8.7                                      | 10.2                                     | 10.5                                     | 10.8                                     | 10.7                                     | 8.6                                      | 8.1                                      | 6.6                                      | 4.8                                      | 8.0                                      |
| Temp. mín. abs. (°C)                     | -4.5                                     | -1.6                                     | -0.8                                     | -0.2                                     | 2.0                                      | 3.4                                      | 3.9                                      | 3.7                                      | 0.2                                      | 1.0                                      | -0.5                                     | -1.4                                     | -4.5                                     |
| Precipitación total (mm)                 | 0.2                                      | 0.5                                      | 1.4                                      | 7.1                                      | 22.1                                     | 48.3                                     | 113.9                                    | 122.6                                    | 49.0                                     | 3.6                                      | 3.2                                      | 0.3                                      | 372.2                                    |
| Días de precipitaciones (≥ 1.0 mm)       | 0                                        | 0                                        | 2                                        | 4                                        | 5                                        | 4                                        | 13                                       | 12                                       | 2                                        | 2                                        | 2                                        | 1                                        | 47                                       |
| Horas de sol                             | 291.4                                    | 260.4                                    | 275.9                                    | 264.0                                    | 257.3                                    | 219.0                                    | 151.9                                    | 158.1                                    | 213.0                                    | 272.8                                    | 276.0                                    | 282.1                                    | 2921.9                                   |
| Humedad relativa (%)                     | 54                                       | 48                                       | 46                                       | 49                                       | 48                                       | 48                                       | 76                                       | 80                                       | 59                                       | 63                                       | 66                                       | 61                                       | 58.2                                     |
| Fuente n.º 1: NOAA                       |                                          |                                          |                                          |                                          |                                          |                                          |                                          |                                          |                                          |                                          |                                          |                                          |                                          |
| Fuente n.º 2: Worldclimate               |                                          |                                          |                                          |                                          |                                          |                                          |                                          |                                          |                                          |                                          |                                          |                                          |                                          |

## División administrativa
Asmara está dividida en 13 distritos o áreas administrativas. Estos distritos se dividen en Norte, Noroeste, Noreste, Sureste, Suroeste, Este, Oeste y Central. Los trece distritos (o Neos Zobas) son:
| Norte - Acria - Abbashaul - Edaga Hamus Noreste - Arbaete Asmara Noroeste - Mai Temenai - Paradiso Suroeste - Sembel | Sureste - Godaif Central - Maakel Ketema Oeste - Gheza Banda - Tsetserat Este - Tiravolo - Gejeret |

## Economía
Como capital y ciudad más grande de Eritrea, la mayoría de las empresas del país tienen su sede en Asmara. La ciudad fue una vez una ciudad industrial.
Durante el período colonial, Asmara fue un centro administrativo y comercial del África Oriental Italiana. Cuando los británicos entraron en el país en 1941, muchos negocios fueron cerrados o reubicados fuera de la ciudad. Esta tendencia se mantuvo bajo la ocupación etíope.
Actualmente, Eritrean Airlines y Nasair tienen su sede en Asmara. La Corporación de Telecomunicaciones de Eritrea también tiene su sede en la ciudad. Además, la estación de televisión nacional, Eri-TV, dispone de varios estudios en diversos barrios de la capital.

## Patrimonio

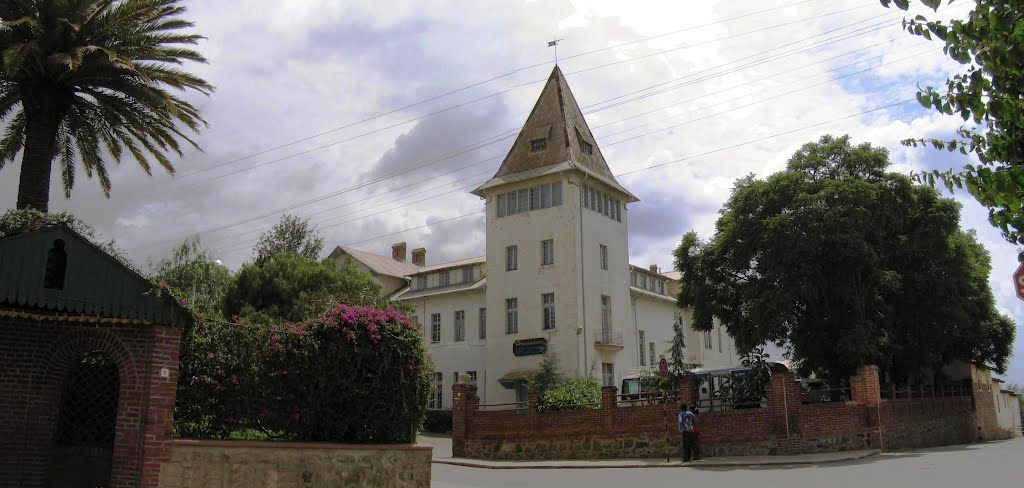
Embasoira hotel Asmara, Eritrea.

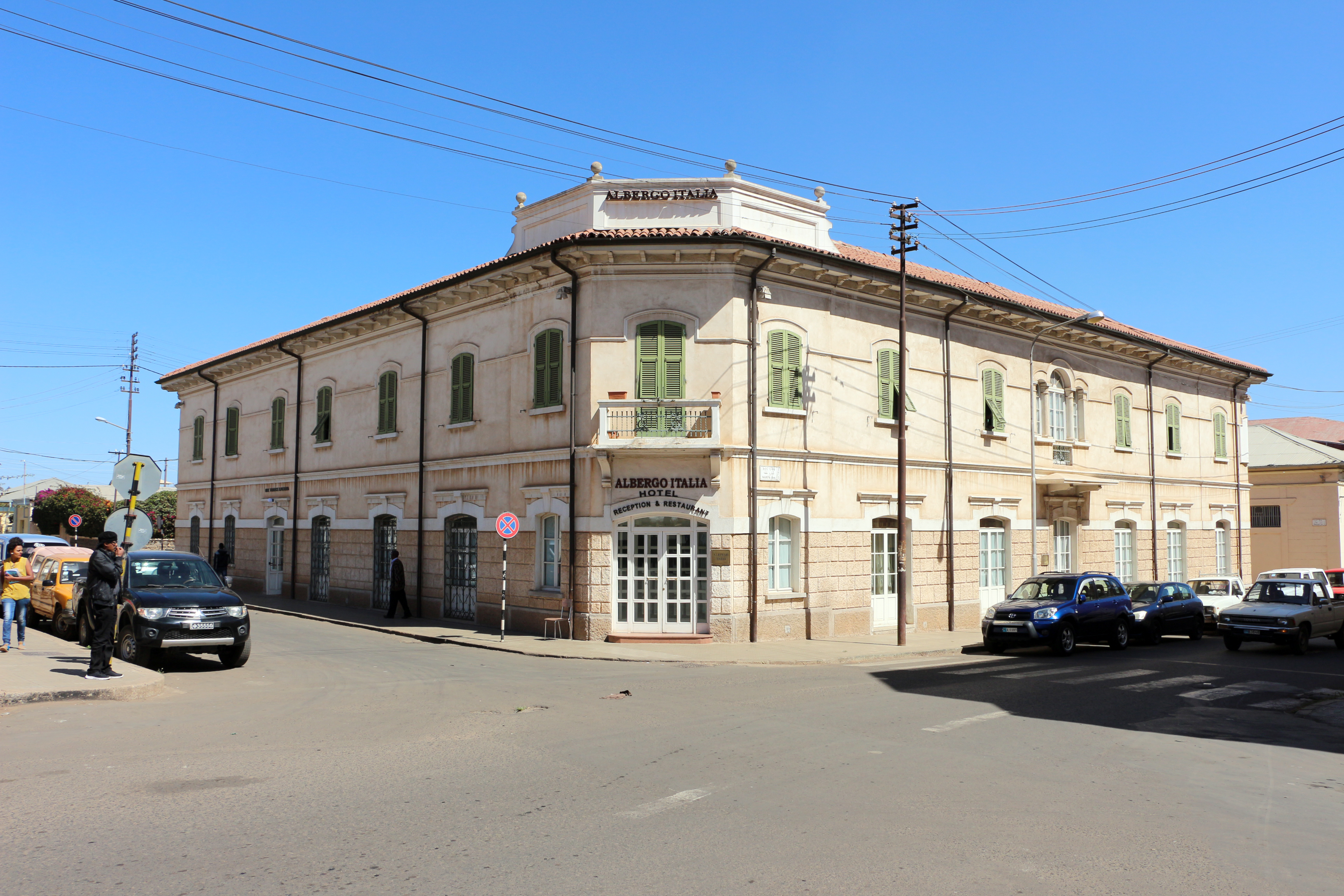
Hotel Albergo Italia, construido 1889

En la ciudad se encuentra el Museo Nacional de Eritrea. Es conocida por sus edificios de comienzos del siglo XX, incluyendo el art déco del Cinema Impero, el cubista Africa Pension, la ecléctica Catedral copta Enda Mariam y la antigua Opera House, la futurista Fiat Tagliero, la iglesia católica de la Virgen del Rosario, de estilo neorrománico, y el neoclásico Palacio de Gobierno.
Asmara es también sede de la Universidad de Asmara y un fuerte del siglo XIX. Cuenta con el Aeropuerto Internacional de Asmara y está conectada al puerto de Massawa por el Ferrocarril Eritreo.
Asmara es sede del arzobispo de la Iglesia Ortodoxa Eritrea, que obtuvo autonomía eclesiástica en 1993. El arzobispo fue elevado al rango de Patriarca de Eritrea en 1998, a la par de la Iglesia Ortodoxa Etíope Tewahedo.

## Educación
Asmara acoge la mayoría de los colegios y universidades de Eritrea. La ciudad siempre ha sido un centro nacional de la educación, donde se encuentran muchas escuelas de primaria y secundaria. Hasta la reciente apertura de las universidades tras la presa Mai Nefhi y el centro militar Sawa, que fue la sede de la única universidad en el país, ahora la Universidad de Asmara. Durante el período de la federación etíope y la anexión, y también de la universidad, está vinculado con lo que entonces era institución de educación superior más grande del país, la Universidad de Adís Abeba. Muchas universidades se han ido abriendo en todo el país desde la independencia, principalmente para la medicina y la ingeniería.

### Universidades e institutos colegiales
- Universidad de Asmara
- Instituto Tecnológico de Eritrea
- Escuela de Medicina Orotta
- Colegio Oficial de Ciencias de la Salud